# Elias Nerlich
Elias „Eli“ Nerlich (* 10. Dezember 1997 in Berlin; auch bekannt als EliasN97 und Eligella) ist ein deutscher Livestreamer und Webvideoproduzent sowie ehemaliger E-Sportler. Er betreibt einen der meistgefolgten deutschsprachigen Kanäle auf Twitch.

## Werdegang
Nerlich interessierte sich in seiner Jugend für Gaming, insbesondere für die Fußballsimulation FIFA. Kurz bevor FIFA 17 im September 2016 auf den Markt kam, zog er sich beim Fußballspielen einen Wadenbeinbruch zu. Nach eigener Aussage konnte er für mehrere Wochen kaum das Bett verlassen und intensivierte während dieser Zeit das Spielen der neuen FIFA-Ausgabe. Er verbesserte seine Fähigkeiten in den kommenden Monaten in dem Spiel derart, sodass er sich in FIFA 18 als einer von 128 Spielern für den FUT Champions Cup in Barcelona  qualifizierte. Dabei war er einer von vier Spielern, die keinen Profivertrag als E-Sportler besaßen. Diesen erhielt er 2018 für das E-Sport-Team von Hertha BSC und war damit ab März 2018 in der Virtual Bundesliga aktiv. 2018 legte er an der Fachoberschule Steglitz-Zehlendorf das Abitur ab und fokussierte sich fortan vollständig auf seine E-Sport-Karriere. Im August 2021 verließ er Hertha BSC als E-Sportler und Content Creator.
Ende August 2017 eröffnete Nerlich den YouTube-Kanal Eligella, auf dem er unter anderem Let’s Plays, Reaktionsvideos und die Highlights aus seinen Livestreams hochlud. Im Juli 2018 folgte in Zusammenarbeit mit Hertha BSC der Kanal EliasN97, auf dem Videos rund um die Fußballsimulation FIFA veröffentlicht wurden. Seit April 2020 streamt Nerlich auf dem Portal Twitch. Durch die COVID-19-Pandemie sowie die Spiele FIFA 21 und Among Us konnte er seine Zuschauerschaft insbesondere von Oktober 2020 bis Januar 2021 steigern. Sein Kanal entwickelte sich in den folgenden Monaten zu einem der meistgefolgten deutschsprachigen Twitch-Kanäle. In der dritten Juli-Woche 2022 gehörte er zu den Top-5 der weltweit meistgesehenen Accounts auf Twitch. Die Zeitung Die Welt bezeichnete ihn im August 2022 als „Internetstar“.
Im August 2022 schloss Nerlich eine Partnerschaft mit RTL Deutschland ab, sodass der Real Life Eligella Cup über RTL+ übertragen wurde. Das Fußballturnier, bei dem weitere Influencer, Streamer und YouTuber wie Sascha Hellinger, Trymacs, MontanaBlack und Sidney Friede teilnahmen, wurde im ausverkauften Münchner Audi Dome von rund 7000 Zuschauern verfolgt. Im selben Monat wurde er als bisher einziger Nicht-Sportler Markenbotschafter von Adidas.

## Unternehmerische Tätigkeiten
Nerlich ist mit 40 Prozent an der Elevate Clothing GmbH beteiligt, die das Modelabel Elevate betrieb. Die übrigen Anteile werden zu 40 Prozent von Sidney Friede und zu 20 Prozent vom Influencer Stepan Timoshin gehalten. Bis November 2023 waren Nerlich und Friede neben Timoshin zudem Geschäftsführer der Gesellschaft, die seither ausschließlich von Timoshin geführt wurde. Am 24. Juni 2024 wurde von der Gesellschafterversammlung die Liquidation der Gesellschaft beschlossen.
Im September 2021 stieg er als geschäftsführender Gesellschafter beim E-Sport-Team Fokus ein.
Nerlich ist über die Elias Nerlich Management GmbH mit 20 Prozent an der im Dezember 2023 gegründeten The Icon League GmbH beteiligt, die die Hallenfußball-Liga The Icon League betreibt.

## Aktivitäten im Amateurfußball
Nerlich begann im Alter von 4 Jahren mit dem Fußballspielen und war während seiner Jugend beim Mariendorfer SV 06, Tennis Borussia Berlin, den Reinickendorfer Füchsen (bis 2011), BFC Preussen (B-Jugend, 2012 bis 2013), Tasmania Berlin (B-Jugend, 2013 bis 2014) und erneut beim BFC Preussen (A-Jugend, 2014 bis 2015) aktiv. Zur Saison 2015/16 wechselte er im Alter von 17 Jahren zum RSV Waltersdorf 09 und absolvierte – obwohl er in dieser Spielzeit noch in der A-Jugend spielberechtigt gewesen wäre – für die erste Herrenmannschaft 21 Einsätze (ein Tor) in der sechstklassigen Brandenburg-Liga. Nach einem Einsatz in der Saison 2016/17 zog sich der Mittelfeldspieler im September 2016 einen Wadenbeinbruch zu und konnte bis zum Ende der Spielzeit und in der Saison 2017/18, in der die Waltersdorfer abstiegen, kein Spiel mehr absolvieren. Nach zwei Operationen wechselte er zur Saison 2018/19 zum SC Lankwitz in die neuntklassige Kreisliga A. Dort zog er sich im August 2018 einen Kreuzbandriss zu. Seine Mannschaft stieg ohne ihn in die Kreisliga B ab. In der Saison 2019/20, die aufgrund der COVID-19-Pandemie im März 2020 abgebrochen wurde, schloss sich Nerlich nochmals der zweiten Mannschaft des 1. FC Wacker Lankwitz an, die ebenfalls in der Kreisliga B spielte, hörte aber anschließend aufgrund seiner Verletzungen im Alter von 22 Jahren mit dem Fußballspielen auf.
2021 gründete Nerlich gemeinsam mit dem ehemaligen Profifußballer Sidney Friede, der seine Karriere – wie Nerlich – verletzungsbedingt hatte beenden müssen und sich nun ebenfalls dem Live-Streaming sowie YouTube widmete, den Verein Delay Sports Berlin. Dieser erhielt zur Saison 2022/23 vom Berliner Fußball-Verband die Spielberechtigung in der elftklassigen Kreisliga C. Nerlich ist seit der Gründung Präsident und stand für den Verein im September 2022 erstmals wieder in einem Pflichtspiel auf dem Platz.

## Kontroversen
Im November 2022 geriet Nerlich aufgrund seiner Werbung für die Fantasy-Sport-App Spitch in öffentliche Kritik. Die App enthält Elemente, die als Glücksspiel interpretiert werden können.
Nerlich löste im Mai 2023 eine Kontroverse aus, als er sich abfällig über den Kleidungsstil von Frauen äußerte, bei dem die Unterhose sichtbar ist. Er bezeichnete diesen Stil als „Hurigkeit“ und implizierte, dass Frauen, die ihn tragen, untreu seien. Trotz der kontroversen Aussagen betonte er, dass Partner wie Adidas zu ihm stehen.

## TV-Auftritte
- 2021: Interview bei Magenta Sport während der Halbzeit des Drittligaspiels zwischen dem FC Viktoria 1889 Berlin und VfL Osnabrück[41]
- 2022: Live-Schalte bei RTL zu Florian König und Lothar Matthäus nach dem UEFA Super Cup[13]
- 2022: Beitrag in der rbb24 Abendschau zu Delay Sports Berlin[42]
- 2022: Beitrag in der Sportschau zu Delay Sports Berlin[43]

## Trivia
Nerlich verwendete in seinen Streams den Begriff „Macher“ so oft, dass dieser bei der Wahl zum Jugendwort des Jahres 2022 den 3. Platz erreichte.
Seit Juni 2014 ist Nerlich mit seiner Freundin liiert, die regelmäßig in seinen Videos und Streams zu sehen ist. Im Juni 2024 veröffentlichte das Paar seine Verlobung.